# 曲園
31°18′42″N 120°36′52″E / 31.31167°N 120.61444°E
俞樾旧居，又称曲园，位于江苏省苏州市人民路马医科巷43号，面积2800平方米。

## 历史
俞樾（1821年12月25日－1906年2月5日），清末朴学大师。字荫甫，号曲园，浙江德清人。道光三十年（1850年）庚戌科二甲赐进士出身。曾任翰林院编修、国史馆协修、河南学政。
清光緒元年（1875年），俞樾得友人資助買下蘇州一塊廢地，如曲尺形，他親自設計，利用彎曲的地形鑿池疊石，栽花種竹，建屋30餘楹，取《老子》“曲則全”句意，俞樾將其命名為“曲園”，自號曲園居士。园内主要建筑有乐知堂、春在堂、小竹里馆等。小竹里馆地处住宅区与花园联结之处，为当年俞樾读书处，因其窗前广种方竹而得名。后园中，构有曲池、曲水亭、半亭、认春轩等。认春轩位于春在堂以北，该轩面对花园，三面开窗，在此可眺望园中的曲水叠峰，极富情趣。园中遍植青松翠柏，叠石假山散布园中。
1963年列为苏州市文物保护单位，1995年列为江苏省文物保护单位，2006年，以俞樾旧居之名列为第六批全国重点文物保护单位。

## 图片
- 外部
- 内部园林